# Kernkraftwerk Vogtle
Das Kernkraftwerk Vogtle, offiziell der englisch Alvin W. Vogtle Electric Generating Plant, liegt in der Nähe von Waynesboro, Burke County im Osten des US-Bundesstaates Georgia am Savannah River, etwa 40 Kilometer südlich von Augusta. Der Fluss bildet dort die Grenze zum östlich gelegenen South Carolina.

## Beschreibung
Das Kraftwerk besteht aus 4 Druckwasserreaktoren. 
Die ersten beiden Blöcke mit Baubeginn 1976 durch die Westinghouse Electric Corporation, die anderen beiden mit Baubeginn 2013 von der Westinghouse Electric Company.
Vogtle markiert den ersten Neubau eines Kernkraftwerks (Projektbeginn ab 1971) der USA seit dem Jahr 1978 (vgl. Kernkraftwerk Shearon Harris). Die Blöcke 1 und 2 wurden ab 1976 gebaut und gingen 1987 und 1989 ans Netz (kommerzieller Betrieb). Die Blöcke 3 und 4 wurden ab 2009 gebaut und gingen 2023 bzw. 2024 ans Netz. Vogtle Units 3 und 4 sind damit die aktuellsten US-Kernkraftwerke seit Watts Bar 2, welches in dem Jahr 2016 an Netz ging. Letzteres war das erste neue KKW seit 1996.

### Name
Das Kernkraftwerk (KKW) wurde nach Alvin W. Vogtle benannt, einem ehemaligen Vorstandsvorsitzenden der Unternehmen Alabama Power und Southern Company. Vogtle war unter anderem wegen seiner mehrfach verfilmten Kriegserlebnisse in Nazideutschland bekannt geworden und 1994 im Alter von 75 Jahren an Herzversagen verstorben.

### Umgebung
Wenige Kilometer nordöstlich von Vogtle, auf der anderen Flussseite, liegt der Nuklearkomplex Savannah River Site, eine Großanlage mit Kernreaktoren, bzw. eine Produktionsanlage für Kernbrennstoff (Plutonium) und andere spezielle nukleare Materialien, die dem US-Kernwaffenkomplex dienen.

## Eigentümer und Betreiber
Das KKW hat folgende Anteilseigner:
- Georgia Power, eine Tochter der Southern Company (45,7 %)
- Oglethorpe Power Corporation (30 %)
- Municipal Electric Authority of Georgia (22,7 %)
- die Stadt Dalton (1,6 %)

Der Betreiber/Lizenznehmer ist die Southern Nuclear Operating Company, ebenfalls ein Tochterunternehmen der Southern Company. 
Das KKW ist eines von zwei Kernkraftwerken der Georgia Power und eines von drei Kernkraftwerken im System der Southern Company (die beiden anderen sind Plant Hatch und Farley).

## Blöcke 1 und 2

### Reaktoren

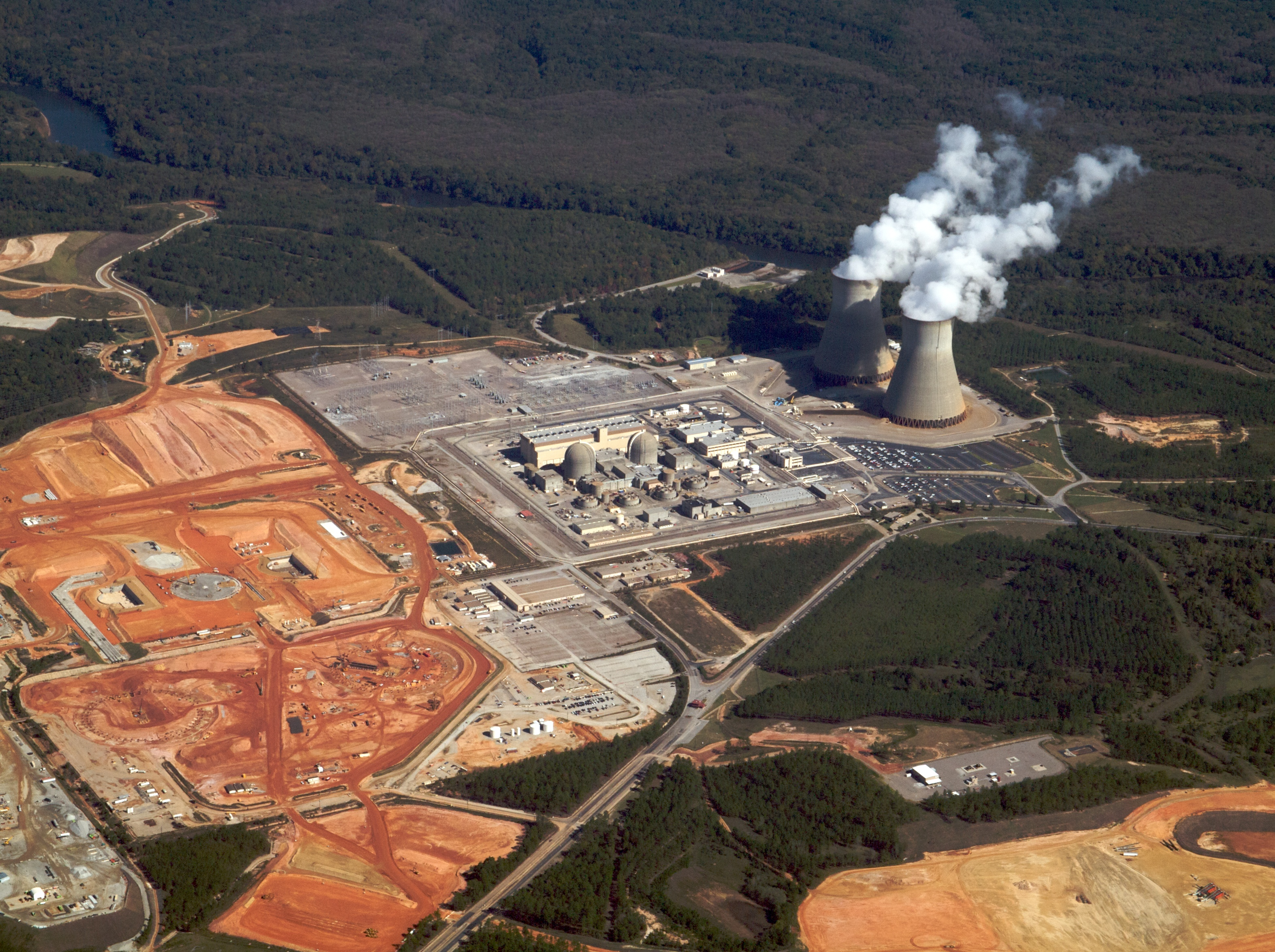
Luftaufnahme des Kraftwerks: rechts die Kühltürme, in der Mitte die in Betrieb befindlichen Blöcke 1 und 2, links das Baugelände für die Reaktoren 3 und 4

Beide Druckwasserreaktoren wurden von Westinghouse hergestellt, die Turbinen und Generatoren von General Electric. Block 1 hatte bei Inbetriebnahme eine Nettoleistung von 1109 MW (Bruttoleistung 1203 MW). Block 2 hatte bis 2008 eine Nettoleistung von 1127 MW (Bruttoleistung 1202 MW). Die Nennleistung wurde seitdem geringfügig erhöht (siehe unten). Das Containment, das den Reaktor, das Reaktorkühlsystem und andere Komponenten umschließt, besteht aus Stahlbeton und Kohlenstoffstahl.

### Bau
Am 1. August 1976 wurde der Bau beider Blöcke begonnen. Während des Baus stiegen die Kosten von geschätzten 660 Mio. Dollar auf 8,87 Mrd. Dollar, also auf das 13,4-fache. Im Verlauf der Bauzeit erfolgte der Reaktorunfall von Three Mile Island, welcher erhebliche Verschärfungen entsprechender Regularien zur Folge hatte.

### Betrieb
Am 27. März 1987 wurde der erste Block erstmals mit dem Stromnetz synchronisiert, am 1. Juni 1987 begann der kommerzielle Leistungsbetrieb. Block 2 wurde am 10. April 1989 erstmals synchronisiert und ging am 20. Mai 1989 in den kommerziellen Leistungsbetrieb.
Im Jahr 1995 war Vogtle-1 der Kernreaktor mit der achthöchsten Jahresproduktion weltweit, Block 2 war 1997 und 1998 der mit der neunthöchsten.
Im Jahr 2000 stellte Block 2 einen neuen Stromerzeugungsrekord von 10.337.818 MWh auf. Bezogen auf die damalige Brutto-Nennleistung entspricht dies einem Kapazitätsfaktor von 98,18 %; bezogen auf die Netto-Nennleistung sogar einem Kapazitätsfaktor größer als 100 %.
Am 27. Februar 2008 genehmigte die Nuclear Regulatory Commission das Gesuch des Betreibers, die Leistung der beiden Blöcke um je 1,7 % zu erhöhen. Dadurch stieg die elektrische Nettoleistung von Vogtle-1 auf 1174 MW und die von Vogtle-2 auf 1173 MW.

### Laufzeit
Die Nuclear Regulatory Commission (NRC) verlängerte am 3. Juni 2009 die Betriebserlaubnis des Kernkraftwerks Vogtle um 20 Jahre; der Betreiber hatte dies am 27. Juni 2007 beantragt. Block 1 darf bis zum 16. Januar 2047, Block 2 bis zum 9. Februar 2049 in Betrieb bleiben. Mit dieser Genehmigung verfügten nun bereits 54 der damals 104 US-amerikanischen Kernreaktoren über eine Betriebserlaubnis für 60 Jahre.

## Blöcke 3 und 4

### Genehmigungsverfahren
Der Betreiber 'Southern Nuclear Operating Company' reichte am 31. März 2008 ein Gesuch für eine kombinierte Bau- und Betriebsbewilligung (Combined License, COL) für zwei Druckwasserreaktoren vom Typ AP1000 ein, die neben dem bestehenden Kernkraftwerk errichtet werden sollen. Die beiden Reaktoren sollen zusammen eine Leistung von 2.234 MW haben. Am 8. April 2009 teilte The Shaw Group mit, dass das Konsortium aus The Shaw Group und Westinghouse-Nuclear mit den Vorbereitungen zum Bau der beiden neuen Kernkraftwerksblöcke beginnen kann. Die Georgia Public Service Commission hatte am 17. März 2009 die Auftragserteilung von Southern Nuclear an das Konsortium genehmigt, was notwendig war, damit das Unternehmen die Bau- und Finanzierungskosten von Endverbrauchern zurückfordern kann.
Am 26. August 2009 genehmigte die Nuclear Regulatory Commission (NRC) ein Gesuch für eine frühzeitige Standortbewilligung (Early Site Permit, ESP) und erteilte außerdem eine beschränkte Arbeitsbewilligung (Limited Work Authorization, LWA). Das Gesuch für die ESP war am 15. August 2006 gestellt worden, das für die LWA ein Jahr später. Durch die LWA kann der Betreiber Grundbauarbeiten wie die Platzierung von Stützmauern, das Planieren und das Vorbereiten des Fundaments mit Magerbeton, die Einbringung einer Sauberkeitsschicht und die Verlegung wasserdichter Folien, vornehmen. Das Gesuch um eine kombinierte Bau- und Betriebsbewilligung (Combined License, COL) des Betreibers, die vor dem Baubeginn ausgestellt werden muss, wurde am 9. Juni 2008 von der NRC zum offiziellen Prüfverfahren zugelassen. Am 9. Februar 2012 wurde bekannt, dass die NRC ihre Zustimmung erteilt hat.

Die Baukosten wurden mit 14 Milliarden Dollar kalkuliert (damals ca. 12,5 Mrd. Euro), laut Betreiber würden temporär bis zu 25.000 neue Arbeitsplätze geschaffen.

### Bau
Aufgrund der Schwierigkeiten mit den Neubauprojekten Vogtle und Virgil C. Summer beantragte die Westinghouse Electric Company Ende März 2017 Gläubigerschutz nach Chapter 11. Im Juni 2017 wurde bekannt, dass Toshiba von 2017 bis 2021 3,68 Mrd. US-Dollar an Georgia Power zahlen wird, um den Weiterbau des Kraftwerks zu sichern. Mit Stand August 2017 wurden die wahrscheinlichen Kosten der beiden Reaktoren mit 25 bis über 27 Mrd. Dollar angegeben. Kurz zuvor war bekannt geworden, dass der Neubau der Reaktoren 2 & 3 des KKW Virgil C. Summer, der einzigen anderen in Bau befindlichen Kernreaktoren in den USA, aus Kostengründen aufgegeben worden war.
Im Februar 2018 prognostizierte Georgia Power November 2021 respektive November 2022 als Fertigstellungstermine. Im August 2018 wurde bekannt, dass sich die Baukosten erhöhen werden. Southern Nuclear, welche seit 2017 die Bauleitung innehatte, ging davon aus, dass sich ihr Anteil um 1,1 Mrd. US-Dollar erhöhen werde. Zwischenzeitlich galt die Fertigstellung der beiden Blöcke aufgrund der steigenden Baukosten auf 25 Mrd. USD nicht als sicher. Im Januar 2019 wurden der Druckhalter für den Reaktor 4 und im März 2019 die metallische Reaktorkuppel für den Reaktor 3 installiert. Im Februar 2022 wurden weitere Verzögerungen der Fertigstellung um ein weiteres halbes Jahr bekannt. Das führte auch zu weiter steigenden Kosten auf 29,8 Mrd. $. Im Mai 2022 erhöhte sich die Kostenschätzung weiter auf nun 34 Mrd. $. Am 26. April 2021 wurde mit einem Wassertank zur passiven Kühlung auf dem Containment von Reaktor 4 das letzte Modul des gesamten Neubaus platziert. Am 25. Juni 2021 erreichte Block 3 während seit April laufender Funktionstests Betriebsdruck und -Temperatur. Am 14. Oktober 2022 wurde die Beladung des Reaktors 3 mit Brennstäben begonnen. Im Februar 2023 wurde eine weitere Verzögerung der Fertigstellung des Blocks 3 auf Mai oder Juni 2023 und des Blocks 4 zwischen November 2023 und März 2024 bekanntgegeben. Dazu wurden weitere Kostensteigerungen in Höhe von 201 Mio. $ bekannt gegeben. Block 3 wurde am 7. März 2023 kritisch, am 1. April 2023 wurde die Netzsynchronisation hergestellt. Im Juni gab der Betreiber bekannt, dass aufgrund von Problemen mit dem Kühlsystem des Generators der Start des kommerziellen Betriebs auf Juli 2023 verschoben werden muss. Zuerst müsse noch eine Dichtung der Wasserstoffkühlung repariert werden. Insgesamt lagen die Investitionsausgaben mit Stand Juni 2023 bei knapp 35 Mrd. US-Dollar, incl. der 3,7 Mrd. $, die Westinghouse an die Betreibergemeinschaft zahlte. Am 31. Juli 2023 ging Reaktor 3 in den kommerziellen Betrieb. Am 14. Februar 2024 wurde Reaktor 4 kritisch, am 6. März mit dem Stromnetz synchronisiert und ging am 29. April 2024 in den kommerziellen Betrieb.

### Strompreis
Infolge der Bauverzögerung um sechs Jahre sowie großer Kostensteigerungen während des Baus gehen US-Branchenanalysten von Stromgestehungskosten des Kraftwerks in Höhe von 168 US-Dollar/MWh (entspricht 16,8 ct/kWh) aus, was etwa viermal so hoch sei wie bei Wind- und Solarenergie, selbst wenn deren schwankende Erzeugung mit berücksichtigt werde. Mit der kommerziellen Inbetriebnahme von Block 3 darf der Betreiber die Baukosten über eine monatliche Zusatzumlage in Höhe von ca. 3 % (3,78 $ pro Monat bei einer Durchschnittsrechnung von 122,73 $) an seine Kunden weitergeben, die sich mit Inbetriebnahme von Block 4 weiter erhöhte.
Die Investmentbank Lazard schätzte die Stromgestehungskosten auf 141–221 $/MWh bei einer Betriebszeit von 40 Jahren, wobei ein Großteil auf Finanzierung und Baukosten entfällt. 
Bei Laufzeitverlängerungen auf 60 oder 80 Jahre, wie sie für US-Anlagen mittlerweile erfolgen, sinken die Stromgestehungskosten. Für die Restlaufzeit nach Abschluss der Finanzierung sollen sie für AP1000-Reaktoren bei 20–40 $/MWh liegen.

## Daten der Reaktorblöcke
Das Kernkraftwerk Vogtle hat vier aktive Blöcke:
| Reaktor- block | Reaktortyp / -modell  | thermische Leistung | el. Netto- leistung | el. Brutto- leistung | Baubeginn         | Netzsyn- chronisation | Kommer- zieller Betrieb | Abschal- tung  |
| -------------- | --------------------- | ------------------- | ------------------- | -------------------- | ----------------- | --------------------- | ----------------------- | -------------- |
| Vogtle-1       | DWR / WH 4LP (DRYAMB) | 3626 MW             | 1150 MW             | 1229 MW              | 1. August 1976    | 27. März 1987         | 1. Juni 1987            | (2047 geplant) |
| Vogtle-2       | DWR / WH 4LP (DRYAMB) | 3626 MW             | 1152 MW             | 1229 MW              | 1. August 1976    | 10. April 1989        | 20. Mai 1989            | (2049 geplant) |
| Vogtle-3       | DWR / AP-1000         | 3400 MW             | 1117 MW             | 1250 MW              | 2. März 2013      | 31. März 2023         | 31. Juli 2023           |                |
| Vogtle-4       | DWR / AP-1000         | 3400 MW             | 1117 MW             | 1250 MW              | 19. November 2013 | 06. März 2024         | 29. April 2024          |                |